# Museo de Arte Sacro El Tesoro de la Concepción
El Tesoro de la Concepción es una colección museográfica asentada en la Parroquia Matriz de Nuestra Señora de la Concepción de La Orotava  (Tenerife, Canarias, España).
Este museo reúne, exhibe y conserva los diferentes objetos que, a lo largo de los quinientos años de la historia de la parroquia, distribuidas en siete salas aledañas a la propia fábrica del templo, en torno a su cabecera y en dos niveles.
En sus colecciones el visitante podrá encontrar más de mil obras de arte de géneros muy diversos: pintura, escultura, mobiliario y una de las colecciones de arte textil más importantes de España. Entre las piezas más importantes que conserva se encuentra una custodia gótica manuelina, datada sobre 1520.
Entre los servicios que ofrece están el de visitas guiadas durante el horario de apertura, así como itinerarios temáticos en diferentes momentos del año.

## Historia
La procedencia de este conjunto, considerado como con una de las mayores colecciones de arte sacro del archipiélago canario, se debe, por un lado, a las compras realizadas por la fábrica parroquial desde los primeros años del siglo XVI, siendo notablemente incrementada a partir de 1768 a raíz de la construcción del nuevo templo, con un claro interés renovador en el que se ajustase la estética de los bienes muebles al edificio que los cobijaba. También destaca el período en el que Antonio Monteverde y Rivas ejerce como mayordomo de fábrica y de varias cofradías y hermandades, pero sin duda, la Desamortización acrecienta exponencialmente los bienes que se muestran en el Tesoro.
Entre 1835 y 1869, los bienes procedentes de los conventos de La Orotava otorgan la apariencia actual a la Parroquia en cuanto a retablos, esculturas, pinturas y otros bienes suntuarios se refiere, sumados a su vez a los procedentes del colegio de San Luis Gonzaga, regentado por los jesuitas hasta su expulsión en 1767.
Es a partir de 1942 cuando se origina lo que hoy se conoce como “El Tesoro” gracias a la reorganización de las estancias superiores a la sacristía mayor tras el traslado de la casa y archivo parroquial al nuevo inmueble que se adquirió por suscripción popular para desempeñar dicha labor. Estos espacios acogieron las colecciones textiles y de platería, en los armarios realizados gracias a la donación efectuada por la XII Condesa del Palmar, Josefa Llarena y Cullen tras la muerte de su hijo Pedro Ponte en 1936, según los criterios expositivos imperantes en ese momento. Posteriormente fue enriquecida con las piezas escultóricas y de mobiliario más meritorias de la colección parroquial.
Esta exposición permaneció inalterable hasta el año 2007, año en el que se realizó la nueva instalación, permitiendo la mejora expositiva, incluyendo un nuevo discurso más científico y adecuándolo a las exigencias actuales de los Museos de la Iglesia, sin perder, su concepción original. Esta nueva configuración museográfica obedeció al impulso del administrador parroquial Antonio Hernández Hernández, conocedor de la necesidad de poner en valor esta estimable colección.
Fue favorecedora sin duda la restauración del edificio entre 1998 y 1999 para esta nueva ordenación de las colecciones en el que dichos espacios fueron despejados de diferentes armarios e intervenciones que desvirtuaban la apariencia original de la fábrica.
La nueva disposición de los bienes conllevó una tarea previa de inventariado y catalogación, distribuyendo posteriormente las diferentes colecciones en siete estancias adecuadas al efecto para su nueva ubicación. Toda la colección posee discurso expositivo gracias a una guía de fe, que aglutina y conecta las diferentes tipologías expuestas.
En la sacristía mayor, se reubicaron las mejores piezas pictóricas conservadas, disponiendo nuevamente aquellos lienzos que fueron ejecutadas para el citado lugar hacia 1781. Sirve igualmente como vestíbulo hacia la planta alta, antigua vivienda y archivo parroquial, que se distribuye en dos espacios donde se disponen los ornamentos, ajuares y vasos sagrados. Se dispusieron nuevos armarios – vitrinas en la antesala para acoger las piezas textiles más destacadas, con un diseño inspirado en las vitrinas de la sala histórica: los recados bordados, trajes procesionales, ropa blanca, ajuar del obispo Folgueras y Sión, etc.
La sala principal, comúnmente conocida como El Tesoro, está cobijada por un magnífico artesonado realizado en castaño, reaprovechado y readaptado de la antigua fábrica parroquial, siendo probablemente la techumbre realizada hacia 1673 por los maestros Pedro Hernández y Simón González para la capilla mayor del citado templo, aunque estudios posteriores lo encuadran con la estética de Antonio de Orbarán (1603-1671), quien trabaja por dichos años en la Villa. Allí se encuentra dispuesta parte de la mayor colección de textiles de Canarias y una de las más importantes de España reflejada en las diferentes piezas como casullas, sayas, paños de altar y otros.
Sin duda el ala sur, al cual sumamos el coro, es quien más modifica su fisonomía con la creación del Museo. El camarín, o sala de la plata, muestra alta y rica colección de diferentes alhajas labradas en este metal noble. Desde su concepción ha albergado las andas procesionales y el altar procedente del Convento clariso de San José, así como diferentes elementos de uso litúrgico aprovechando los vanos que otrora fueron alacenas empotradas al muro. Las andas del Corpus se encontraban en un armario, a modo de oratorio, donde se realizaba la reserva del Santísimo Sacramento el Jueves y Viernes Santo.
Sobre esta se encuentran las salas capitulares, dos espacios que antiguamente se reservaban para el almacenamiento de las imágenes que no estaban al culto, procedentes de conventos o que por circunstancias de diversa índole se hallaban en calidad de depósito. De la misma manera, tras la remodelación, las salas pasaron a exponer la colección de escultura y el mobiliario.

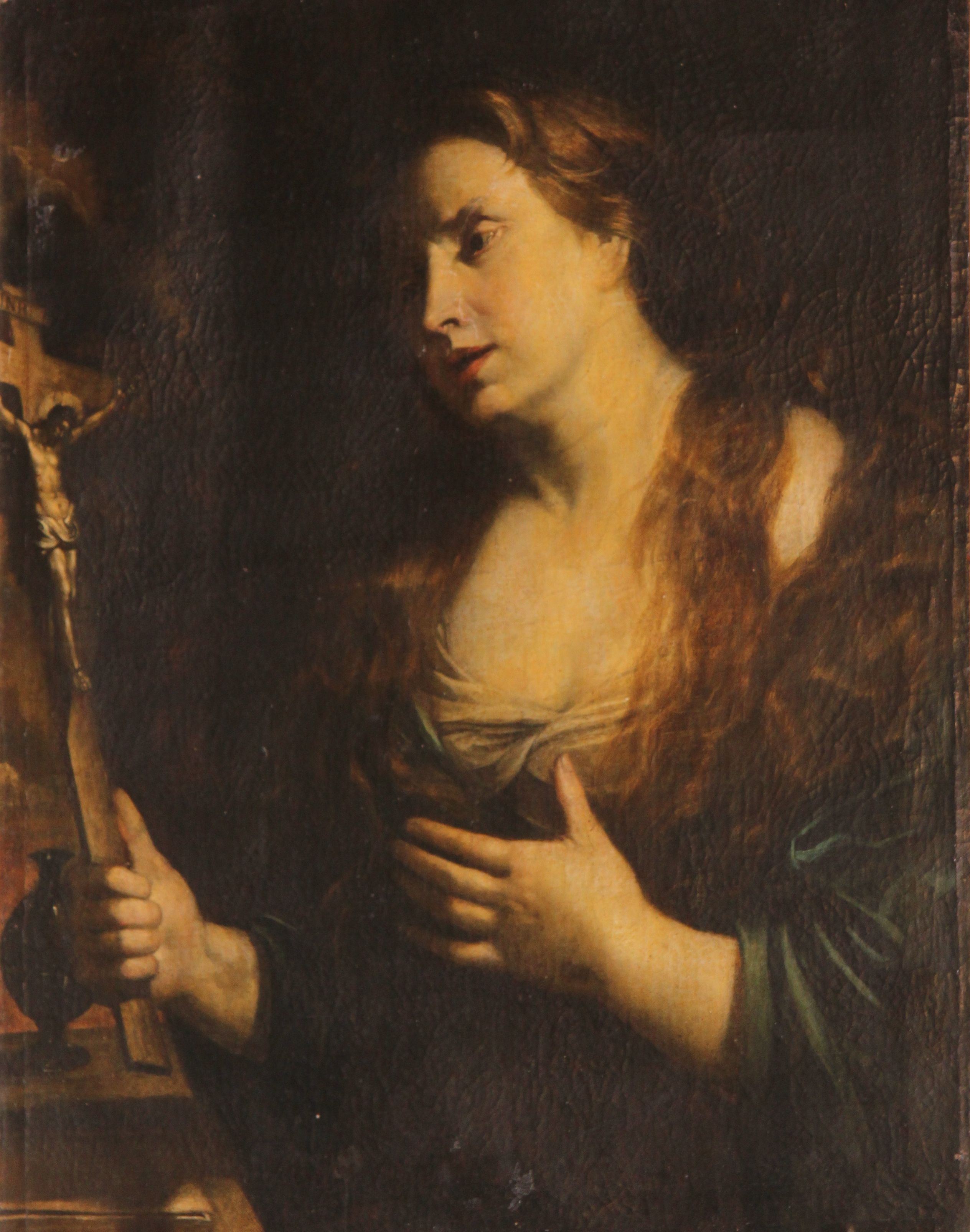
Magdalena penitente, obra de Domenico Fetti

A lo largo del siglo XX se produce un fenómeno de secularización de muchos bienes que hasta ese momento formaban parte de colecciones y oratorios particulares. Diversas familias del entorno parroquial donaron cuantiosas sumas de bienes como la Magdalena Penitente, perteneciente a la colección de José Bethencourt y Castro y donada en 1978 por el Marqués de la Villa de San Andrés, pero sin duda, la donación por parte de la familia Cullen - Calzadilla del ajuar pontifical del primer obispo de la Diócesis Nivariense, Luis Folgueras y Sión (1824 – 1848) es de las más significativas. El mencionado ajuar formado por una colección de ricos ornamentos litúrgicos que luce en los diferentes retratos que del obispo Folgueras y Sión se conservan en Canarias y Granada, último destino de su pontificado como arzobispo.
Nicolás Calzadilla y García, se erigió durante este gobierno como fiel servidor y amigo del erudito polígrafo mitrado. Fue su heredero donatario y el encargado de gestionar y recibir su pontifical desde Granada, no sin un arduo litigio con el cabildo catedralicio granadino, pasando tras su fallecimiento como deán de la Santa Iglesia Catedral de Canarias a manos de sus herederos. Durante más de un siglo en manos privadas, el ajuar del primer obispo de las Diócesis Nivariense fue repartido entre diferentes miembros de la familia Calzadilla, conservándose hoy día gran parte de su pontifical en este Museo Sacro, gracias a la responsable sensibilidad de la mencionada línea familiar de los Calzadilla-Cullen, materializada en esta generosa donación.
La constante aportación de diferentes familias villeras y particulares, como los Monteverde, del Hoyo, Zárate, Cólogan, Ascanio, Brier, Ponte, Topham, Wildpret, Schonfeldt, Bravo de Laguna, Perdigón, etc. han ido enriqueciendo este Tesoro, en las últimas décadas, signo del fervor religioso, estima, memoria e identidad con la Parroquia de Ntra. Sra. de La Concepción y su histórico legado.

## Pintura
La colección de pintura del museo sacro abarca todos los períodos de la pintura en Canarias, por sus autores más representativos y encargos, confeccionando un corpus pictórico de primer orden.

### Escenas de Cristo y la Virgen

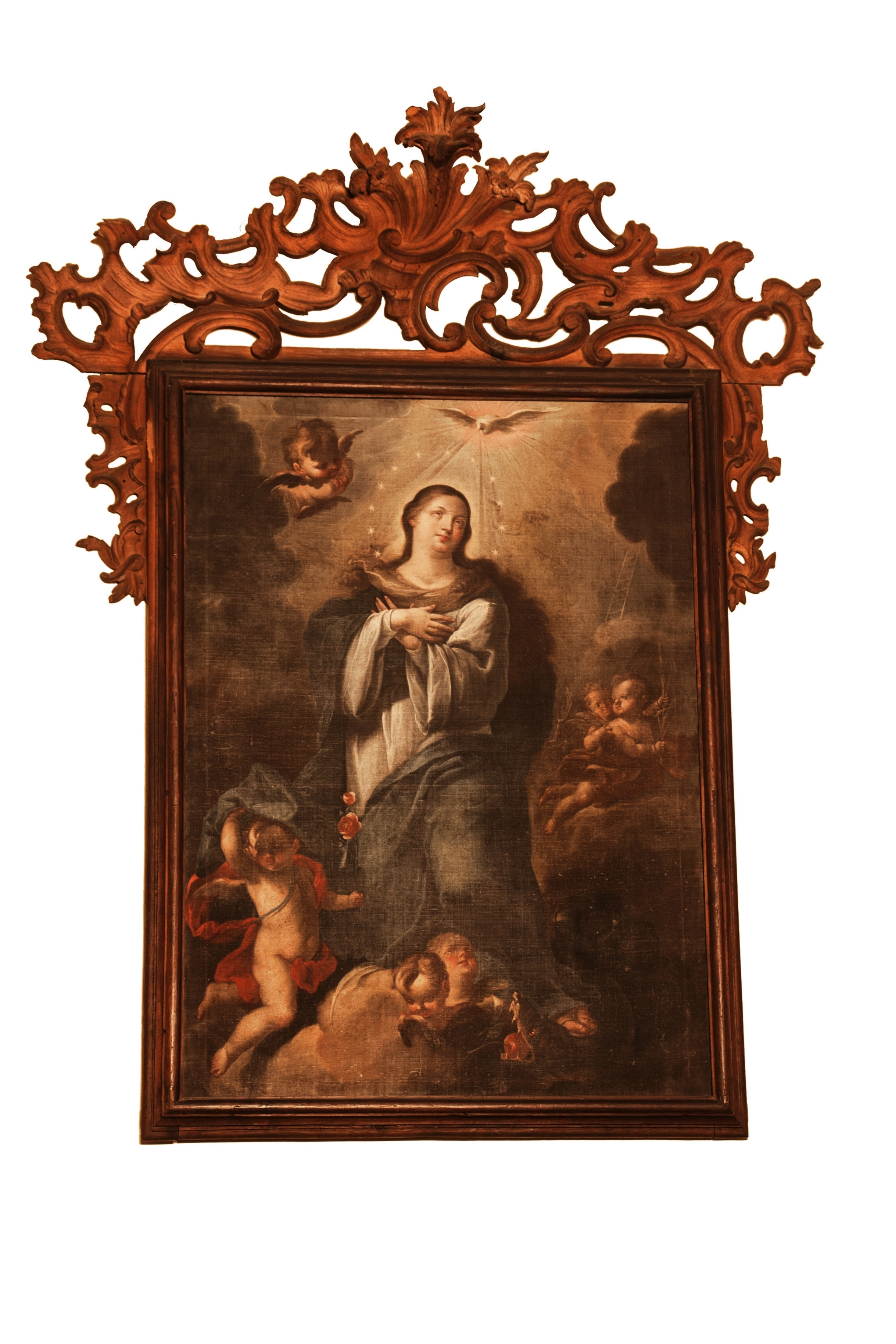
Inmaculada Concepción, de Juan de Miranda

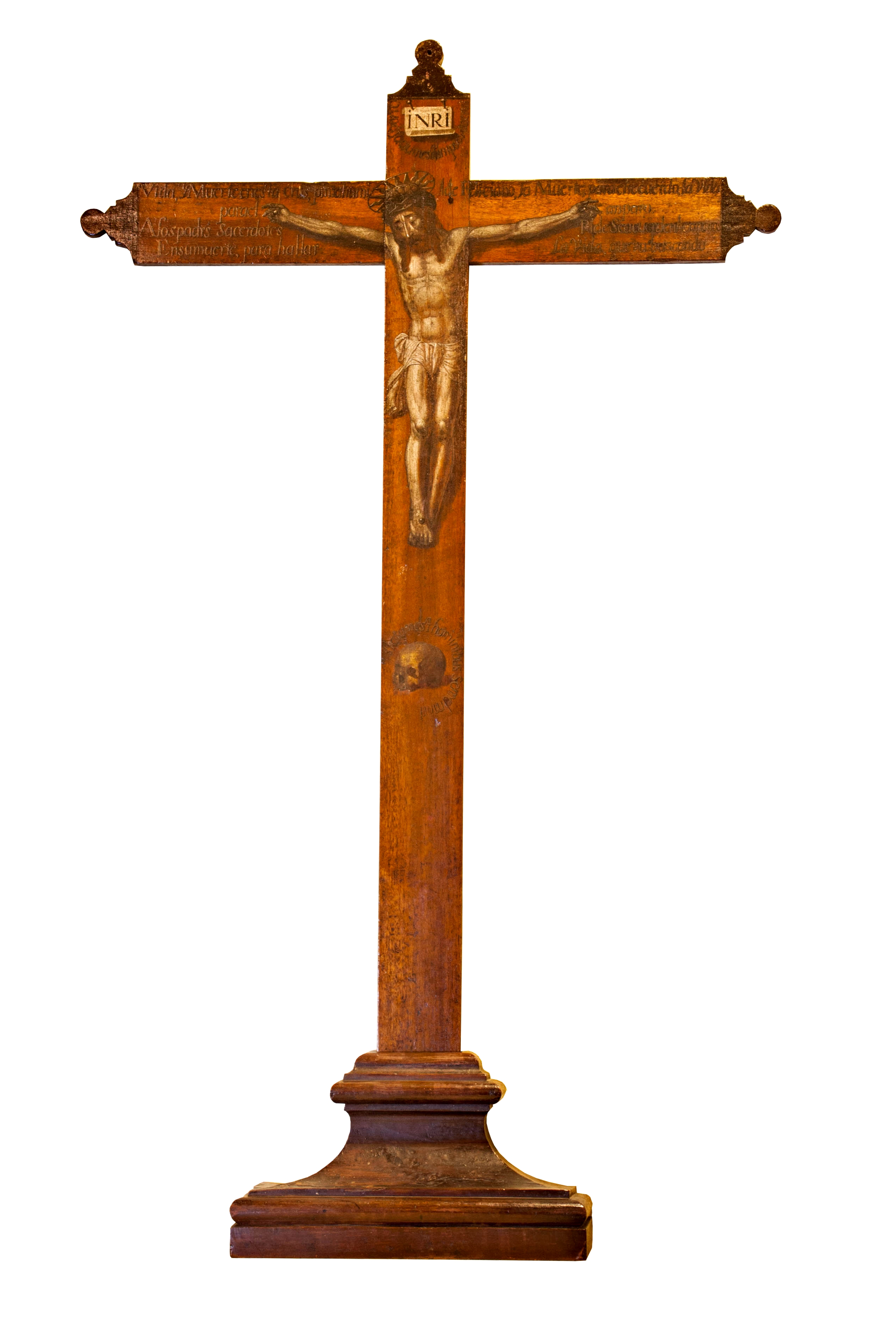
Crucificado, obra de Feliciano de Abreu

Presenta una variada representación iconográfica, destacando obras como la Inmaculada Concepción de Juan de Miranda (1723-1805) y que preside la sacristía. Adquirida en 1781 por el mayordomo Domingo de Valcárcel para completar el ornato de la iglesia. Del mismo artista es el Cuadro de Ánimas, Jesús y San Pedro sobre las aguas, o el Ecce Homo circular que adorna un viso de plata del siglo XVIII.
En este sentido, las escenas de la pasión de Jesús son recogidas en hasta diez lienzos, como el Ecce Homo y el Entierro de Cristo, de autores sevillanos de finales del siglo XVI o principios del XVII, y fruto del proceso desamortizador, barajándose su procedencia del convento de San José.
Recientemente se ha incorporado una nueva representación de este tránsito cristológico con la donación del cuadro Varón de Dolores, sin autoría pero relacionado con Cristóbal Hernández de Quintana. Entre estas representaciones iconográficas también se exhibe una obra del orotavense Gaspar de Quevedo (1616-1670) sobre La oración en el huerto. Del discípulo de Quevedo, Feliciano de Abreu (1655-1706) se conserva un Crucificado pintado sobre la denominada Cruz Verde y perteneciente a la cofradía de la Misericordia.
De Jesús María Perdigón (1888-1970) es el Crucificado (1908), copia de la famosa obra de Cristo de Velázquez.

### Escenas hagiográficas
Buen número de lienzo dedicados a los santos conforman la colección de El Tesoro de la Concepción. El Martirio de San Esteban, de Cristóbal Hernández de Quintana fue adquirido en 1781. Una representación iconográfica de poca proyección en el mundo hispano es la dedicada al martirio de San Estanislao de Cracovia (vinculado a Quintana), obedeciendo a la promoción papal del dogma eucarístico o de la transubtanciación durante el siglo XVII.
De la mano de Juan de Miranda y de su discípulo Antonio Sánchez González, se encuentra un conjunto de cuatro cuadros adquiridos en 1781, dedicados a San Juan Nepomuceno, San Cayetano, San Felipe Neri y San Carlos Borromeo.
El Tesoro alberga dos obras sobre María Magdalena. Destaca la Magdalena penitente (1618), firmada por el pintor italiano Domenico Fetti (1589-1623), y correspondiente a su etapa mantuana por las influencias de la obra de Rubens y el cromatismo de la pintura veneciana en la citada obra. Fue un legado testamentario de Fernando del Hoyo y Machado, marqués de San Andrés y vizconde de Buen Paso, en 1978.

### Retratos

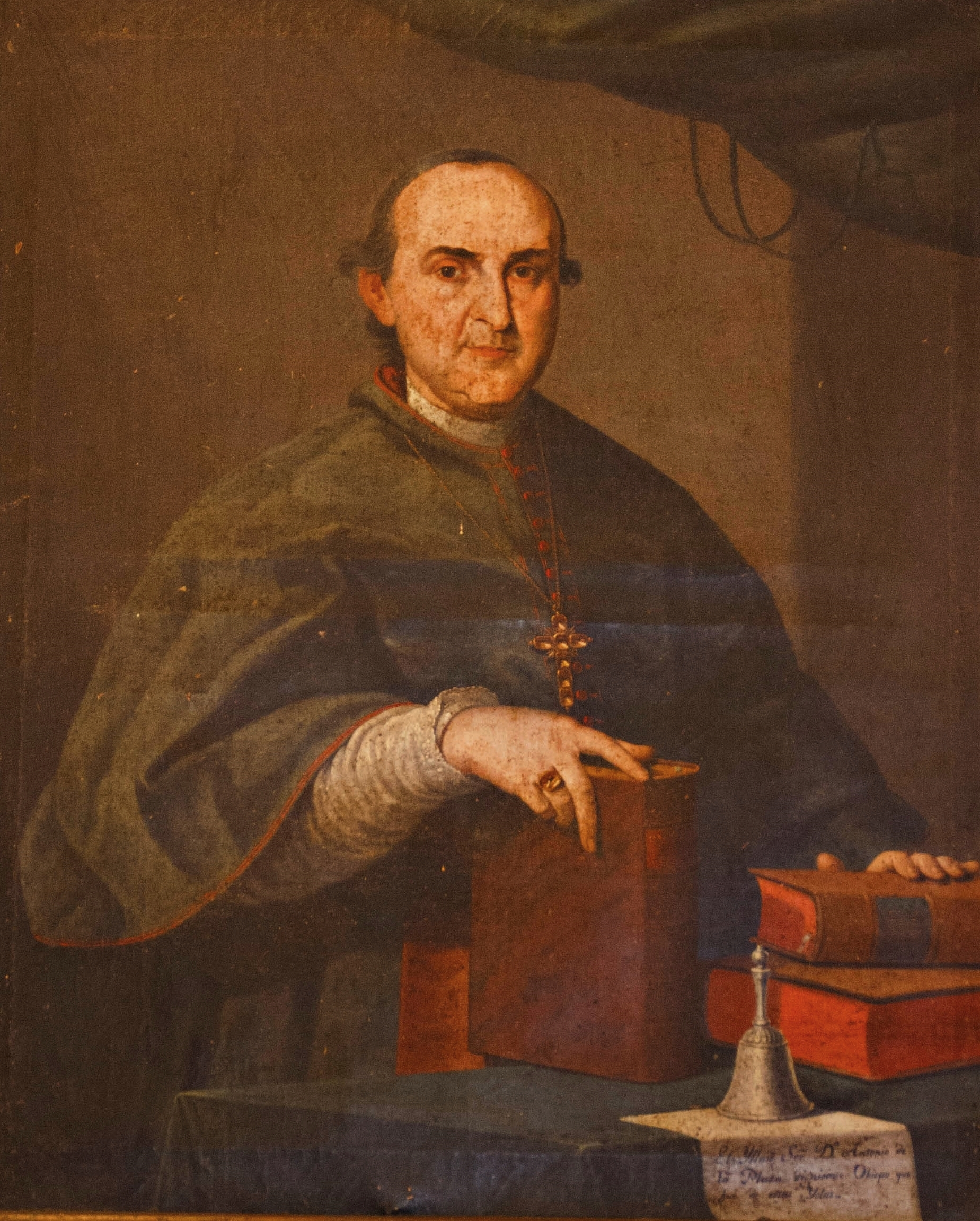
Antonio Martínez de la Plaza, atribuido a Luis de la Cruz y Ríos

Son varios los retratos que conserva el museo, destacando el de Antonio Martínez de la Plaza, obispo de Canarias (1785-1791), atribuido al pintor de cámara Luis de la Cruz y Ríos (1776-1853). El retrato de Luis Folgueras y Sión, primer obispo de la diócesis de Tenerife, está firmado por la pintora granadina Soledad Enríquez de Linares. También se conserva el retrato del que fuera secretaria del primer obispo de la diócesis, Nicolás Calzadilla y García (1807-1891), deán de la Catedral de Las Palmas, y cuya obra se atribuye al pintor José Lorenzo Bello (1825-1890).